# Michael August Wegelin
Michael August Wegelin (* 17. Juni 1797 in St. Gallen; † 8. Februar 1867 ebenda) war ein Schweizer Jurist und Politiker.

## Familie
Michael August Wegelin wurde als Sohn des St. Galler Kaufmanns und Munizipalitätsrates Christoph Wegelin und der Catharina geborene Girtanner geboren. Sein Bruder war der Theologe und Archivar Karl Wegelin (1803–1858). Er heiratete 1829 Anna Maria Zollikofer, Tochter des St. Galler Politikers Johann Jakob Zolliker (1775–1854).

## Biografie
Wegelin studierte an den Universitäten Tübingen und Heidelberg Rechts- und Staatswissenschaften. 1816 wurde er Mitglied des Corps Helvetia Tübingen. Nach Abschluss des Studiums ließ er sich als Advokat in St. Gallen nieder. Als liberalkonservativer Politiker war er von 1833 bis 1845 St. Galler Kantonsrat und von 1838 bis 1848 St. Galler Kantonsrichter. In den Jahren 1835, 1841 und 1842 war er Gesandter zur Eidgenössischen Tagsatzung. 1845 wurde er von der Stadt St. Gallen nicht mehr in den Kantonsrat gewählt.

## Schriften
- Bemerkungen über den Entwurf einer neuen Militärorganisation für den Kanton St. Gallen, 1831